# Saint-Romain (Charente)
Pour les articles homonymes, voir Saint-Romain.
Saint-Romain (Sent Roman en occitan) est une commune du Sud-Ouest de la France, située dans le département de la Charente (région Nouvelle-Aquitaine).
Ses habitants sont les Rominois et les Rominoises.

## Géographie

### Localisation et accès
Saint-Romain est une commune du Sud Charente située à 2 km au nord-ouest d'Aubeterre-sur-Dronne et 41 km au sud d'Angoulême.
Le bourg de Saint-Romain est aussi à 8 km au nord de Saint-Aulaye, à 9 km à l'est de Chalais, à 14 km au sud de Montmoreau, à 15 km à l'ouest de Ribérac.
Saint-Romain est bien desservie par les routes qui rayonnent depuis Aubeterre. La D 2 qui va à Chalais passe à 100 m du bourg. Les autres départementales importantes passent en limite de commune : la D 10 qui va au nord vers Montmoreau, Villebois-Lavalette et Angoulême, et la D 17 qui va au sud à Bonnes et Saint-Aulaye. Il y a aussi la D 21 qui va vers Blanzac, la D 137, et la D 198, routes moins importantes, et des routes communales.
La gare la plus proche est celle de Chalais, desservie par des TER à destination d'Angoulême et de Bordeaux.

### Hameaux et lieux-dits
L'habitat est dispersé et la commune compte de très nombreux hameaux et fermes.

### Communes limitrophes
| Courlac     | Bellon       | Pillac               |
| Rouffiac    | Saint-Romain | Laprade              |
| Les Essards | Bonnes       | Aubeterre-sur-Dronne |

### Géologie et relief

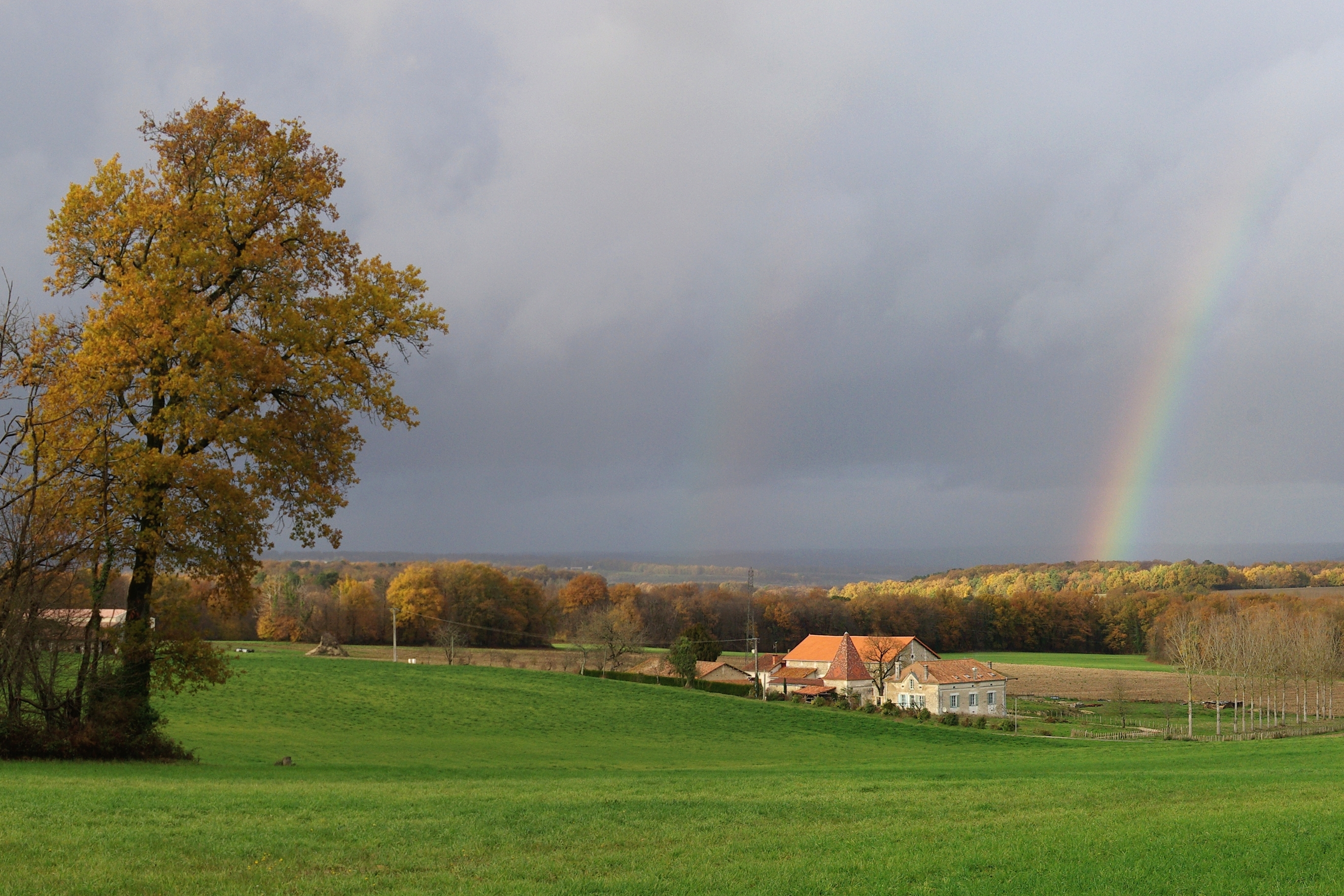
Vue aux environs du lieu-dit Chariaud.

La commune est dans les coteaux du Campanien (Crétacé supérieur), calcaire crayeux qui occupe une grande partie du Sud Charente. Le quart nord-est de la commune est occupé par des dépôts du Tertiaire (argile, sable, galets),,.
En surface, la commune est la plus vaste de son canton, et elle arrive jusqu'à 200 m du centre-ville d'Aubeterre. Elle est située sur un bas plateau, à l'ouest de la vallée de la Dronne, rivière du bassin de la Dordogne qui fait limite avec le département de la Dordogne.
Le terrain est assez accidenté. Les sommets au nord-est de la commune, peu fertiles, sont boisés, principalement en châtaigniers. Le point culminant de la commune (168 m, borne IGN) est situé en limite ouest avec la commune de Rouffiac. Le point le plus bas est à 54 m, situé en limite sud près de Thiollet. Le bourg est à 90 m d'altitude.
Sur le reste de la commune, on cultive principalement des céréales, et il y avait de la vigne avant la crise du phylloxera.

### Hydrographie

#### Réseau hydrographique

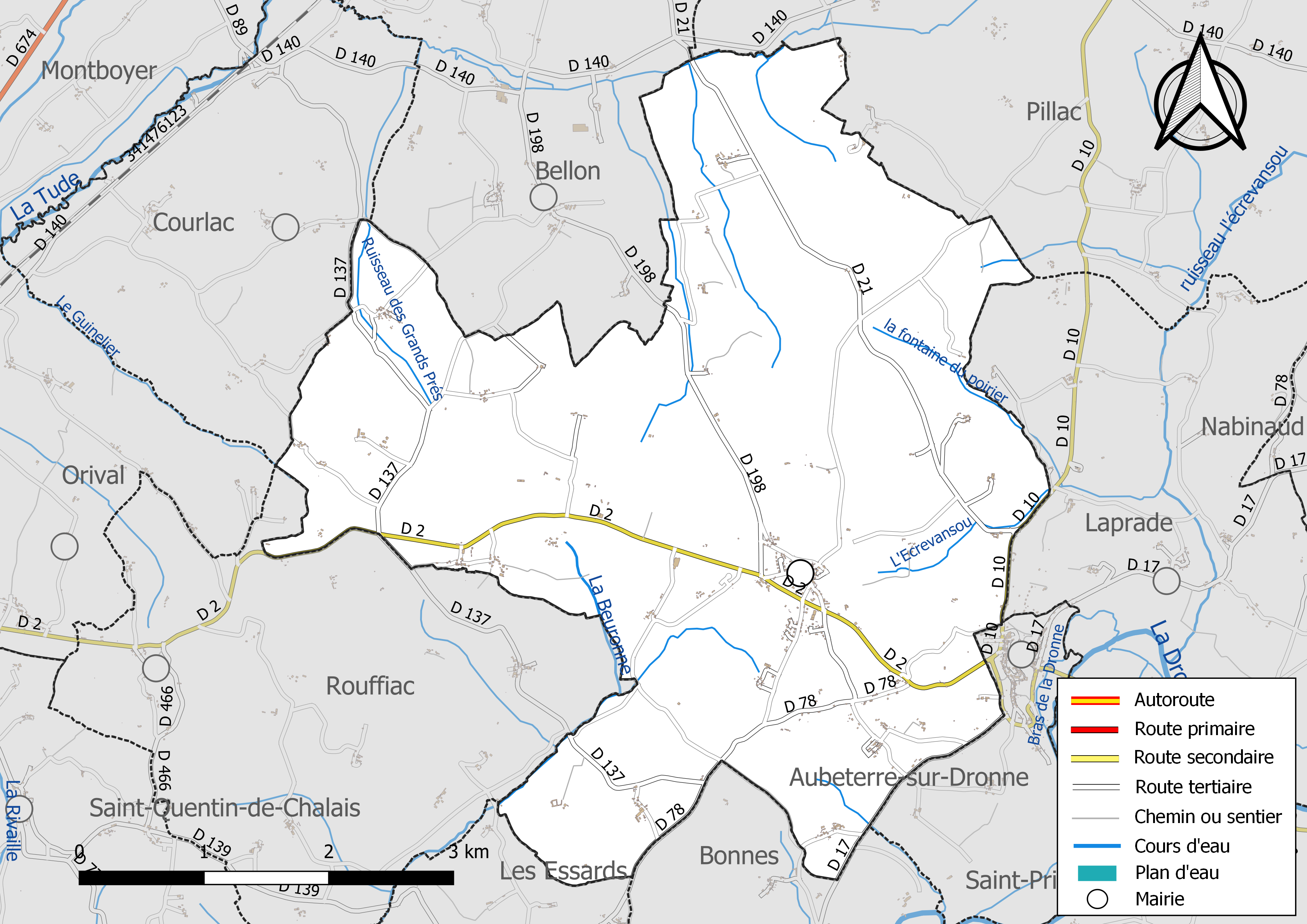
Réseaux hydrographique et routier de Saint-Romain.

La commune est située dans le bassin de la Dordogne au sein du Bassin Adour-Garonne. Elle est drainée par la Beuronne, la fontaine du poirier, l'Ecrevansou, le Guinelier, le ruisseau des Grands Prés et par divers petits cours d'eau, qui constituent un réseau hydrographique de 16 km de longueur totale,.
Aucun cours d'eau ne traverse le bourg de Saint-Romain. Toutefois la Beuronne, petit affluent de la Dronne aux Essards, y prend sa source (à Trie) et coule vers le sud-ouest, ainsi qu'un petit affluent de la Tude au nord, la Grande Fontaine (à Sac), et aussi l'Écrevansou et la Fontaine du Poirier, minuscules ruisseaux qui font la limite communale à l'est.

#### Gestion des eaux
Le territoire communal est couvert par le schéma d'aménagement et de gestion des eaux (SAGE) « Isle - Dronne ». Ce document de planification, dont le territoire regroupe les bassins versants de l'Isle et de la Dronne, d'une superficie de 7 500 km2, a été approuvé le 2 août 2021. La structure porteuse de l'élaboration et de la mise en œuvre est l'établissement public territorial de bassin de la Dordogne (EPIDOR). Il définit sur son territoire les objectifs généraux d’utilisation, de mise en valeur et de protection quantitative et qualitative des ressources en eau superficielle et souterraine, en respect des objectifs de qualité définis dans le troisième SDAGE  du Bassin Adour-Garonne qui couvre la période 2022-2027, approuvé le 10 mars 2022.

### Climat
Comme dans les trois quarts sud et ouest du département, le climat est océanique aquitain.

## Urbanisme

### Typologie
Au 1er janvier 2024, Saint-Romain est catégorisée commune rurale à habitat dispersé, selon la nouvelle grille communale de densité à 7 niveaux définie par l'Insee en 2022.
Elle est située hors unité urbaine et hors attraction des villes,.

### Occupation des sols
L'occupation des sols de la commune, telle qu'elle ressort de la base de données européenne d’occupation biophysique des sols Corine Land Cover (CLC), est marquée par l'importance des territoires agricoles (71,9 % en 2018), une proportion sensiblement équivalente à celle de 1990 (72,3 %). La répartition détaillée en 2018 est la suivante : 
terres arables (58,7 %), forêts (26,3 %), zones agricoles hétérogènes (12,7 %), zones urbanisées (1,8 %), prairies (0,4 %). L'évolution de l’occupation des sols de la commune et de ses infrastructures peut être observée sur les différentes représentations cartographiques du territoire : la carte de Cassini (XVIIIe siècle), la carte d'état-major (1820-1866) et les cartes ou photos aériennes de l'IGN pour la période actuelle (1950 à aujourd'hui).

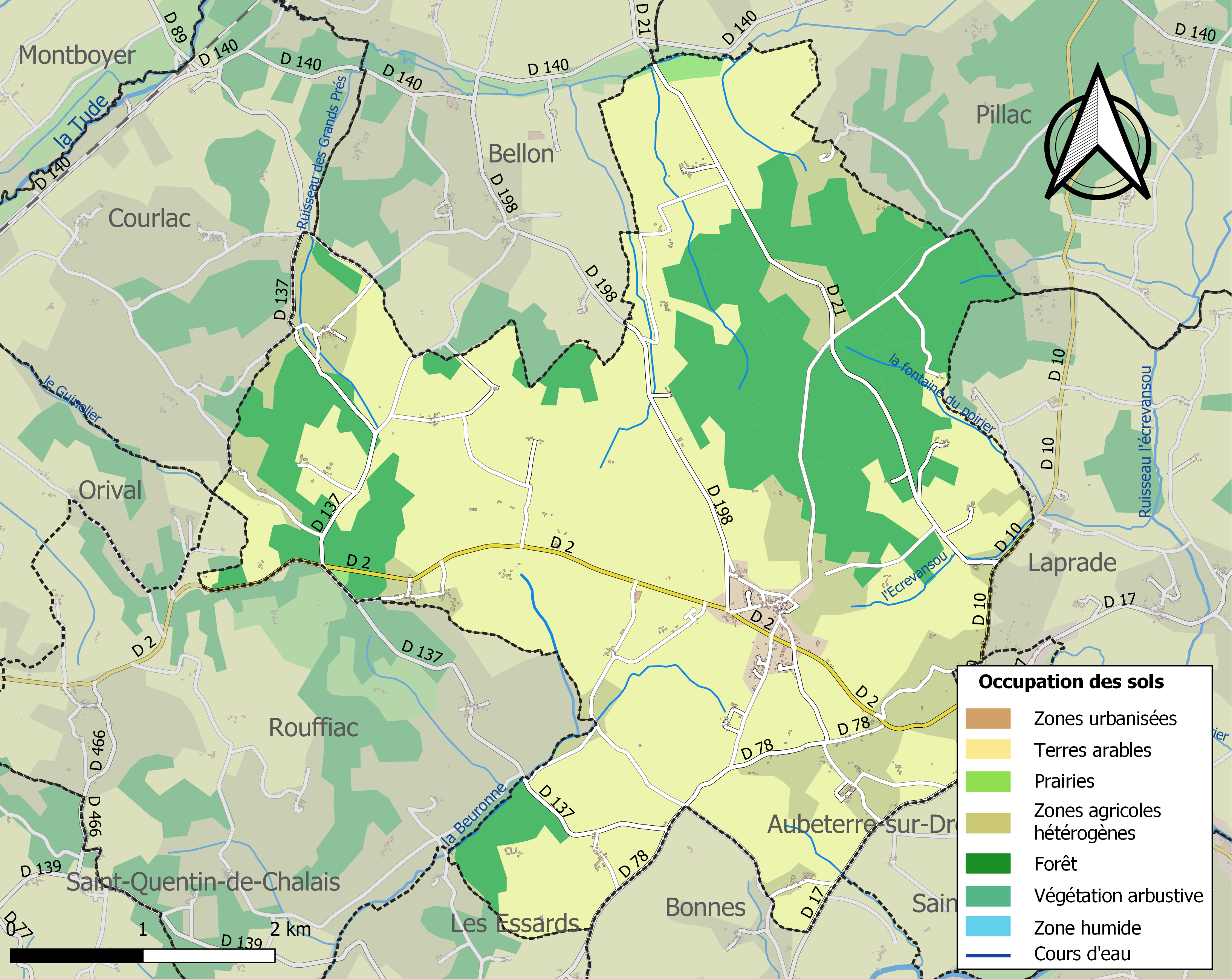
Carte des infrastructures et de l'occupation des sols de la commune en 2018 (CLC).

### Risques majeurs
Le territoire de la commune de Saint-Romain est vulnérable à différents aléas naturels : météorologiques (tempête, orage, neige, grand froid, canicule ou sécheresse), feux de forêts et séisme (sismicité faible). Un site publié par le BRGM permet d'évaluer simplement et rapidement les risques d'un bien localisé soit par son adresse soit par le numéro de sa parcelle.
Saint-Romain est exposée au risque de feu de forêt du fait de la présence sur son territoire du massif de Bors – Pillac – Saint-Romain. Un plan départemental de protection des forêts contre les incendies (PDPFCI) a été élaboré pour la période 2017-2026, faisant suite à un plan 2007-2016. Les mesures individuelles de prévention contre les incendies sont précisées par divers arrêtés préfectoraux et s’appliquent dans les zones exposées aux incendies de forêt et à moins de 200 mètres de celles-ci. L’arrêté du 3 mai 2016 règlemente l'emploi du feu en interdisant notamment d’apporter du feu, de fumer et de jeter des mégots de cigarette dans les espaces sensibles et sur les voies qui les traversent sous peine de sanctions. L'arrêté du 27 décembre 2019 rend le débroussaillement obligatoire, incombant au propriétaire ou ayant droit,,,.

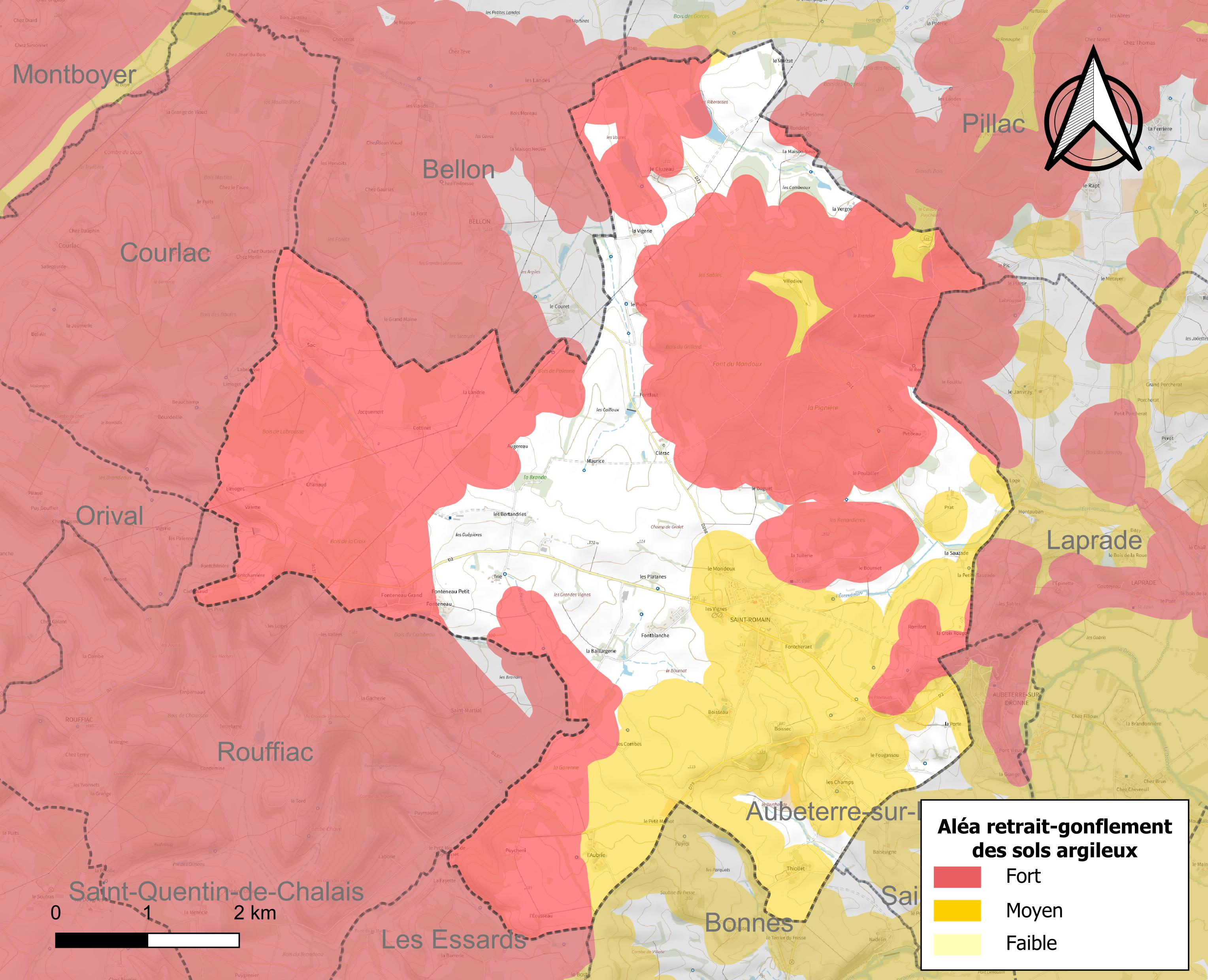
Carte des zones d'aléa retrait-gonflement des sols argileux de Saint-Romain.

Le retrait-gonflement des sols argileux est susceptible d'engendrer des dommages importants aux bâtiments en cas d’alternance de périodes de sécheresse et de pluie. 75,5 % de la superficie communale est en aléa moyen ou fort (67,4 % au niveau départemental et 48,5 % au niveau national). Sur les 332 bâtiments dénombrés sur la commune en 2019, 295 sont en aléa moyen ou fort, soit 89 %, à comparer aux 81 % au niveau départemental et 54 % au niveau national. Une cartographie de l'exposition du territoire national au retrait gonflement des sols argileux est disponible sur le site du BRGM,.
Par ailleurs, afin de mieux appréhender le risque d’affaissement de terrain, l'inventaire national des cavités souterraines permet de localiser celles situées sur la commune.
La commune a été reconnue en état de catastrophe naturelle au titre des dommages causés par les inondations et coulées de boue survenues en 1982, 1983, 1992 et 1999. Concernant les mouvements de terrains, la commune a été reconnue en état de catastrophe naturelle au titre des dommages causés par la sécheresse en 2003 et 2005 et par des mouvements de terrain en 1999.

## Toponymie
Le nom est attesté sous la forme latine Sanctus Romanus prope Albam Terram, signifiant « Saint Romain près d'Aubeterre ».
Romain était un prêtre confesseur à Blaye, mort en 385,,.
Pendant la Révolution, la commune s'est appelée provisoirement Les Romains.

### Limite dialectale
La commune marque la limite entre la langue d'oïl (domaine du saintongeais) à l'ouest, et le domaine occitan (dialecte limousin) à l'est.
Elle se nomme Sent Roman en occitan.

## Histoire
Les plus anciens registres paroissiaux remontent à 1660.
D'après un inventaire de 1747, une autre église aurait existé sur la commune, au hameau de Villedieu, perdue au milieu des bois au nord-est. Il n'y en avait plus aucune trace en 1910.
Sur la colline dénommée les Justices, on a noté la présence de nombreux squelettes sans sépultures.
En 1789, à la veille de la Révolution, Saint-Romain émet un cahier de doléances, comme de nombreuses paroisses.

## Administration
| Période                                  | Période  | Identité         | Étiquette | Qualité  |
| ---------------------------------------- | -------- | ---------------- | --------- | -------- |
| Les données manquantes sont à compléter. |          |                  |           |          |
| 1995                                     | 2014     | Pierre Ribéreau  | SE        | Retraité |
| 2014                                     | En cours | Lucette Terracol |           |          |

## Démographie

### Évolution démographique
L'évolution du nombre d'habitants est connue à travers les recensements de la population effectués dans la commune depuis 1793. Pour les communes de moins de 10 000 habitants, une enquête de recensement portant sur toute la population est réalisée tous les cinq ans, les populations de référence des années intermédiaires étant quant à elles estimées par interpolation ou extrapolation. Pour la commune, le premier recensement exhaustif entrant dans le cadre du nouveau dispositif a été réalisé en 2008.

En 2022, la commune comptait 513 habitants, en évolution de −5,87 % par rapport à 2016 (Charente : −0,48 %, France hors Mayotte : +2,11 %).
| 1793  | 1800  | 1806  | 1821  | 1831  | 1841  | 1846  | 1851  | 1856  |
| ----- | ----- | ----- | ----- | ----- | ----- | ----- | ----- | ----- |
| 1 235 | 1 190 | 1 163 | 1 258 | 1 279 | 1 129 | 1 114 | 1 138 | 1 050 |

| 1861 | 1866 | 1872 | 1876 | 1881 | 1886 | 1891 | 1896 | 1901 |
| ---- | ---- | ---- | ---- | ---- | ---- | ---- | ---- | ---- |
| 990  | 986  | 942  | 920  | 899  | 816  | 821  | 721  | 712  |

| 1906 | 1911 | 1921 | 1926 | 1931 | 1936 | 1946 | 1954 | 1962 |
| ---- | ---- | ---- | ---- | ---- | ---- | ---- | ---- | ---- |
| 742  | 714  | 610  | 612  | 581  | 626  | 539  | 511  | 522  |

| 1968 | 1975 | 1982 | 1990 | 1999 | 2006 | 2008 | 2013 | 2018 |
| ---- | ---- | ---- | ---- | ---- | ---- | ---- | ---- | ---- |
| 506  | 506  | 460  | 437  | 512  | 535  | 541  | 557  | 512  |

| 2022 | - | - | - | - | - | - | - | - |
| ---- | - | - | - | - | - | - | - | - |
| 513  | - | - | - | - | - | - | - | - |

### Pyramide des âges
La population de la commune est relativement âgée.
En 2018, le taux de personnes d'un âge inférieur à 30 ans s'élève à 27,2 %, soit en dessous de la moyenne départementale (30,2 %). À l'inverse, le taux de personnes d'âge supérieur à 60 ans est de 36,9 % la même année, alors qu'il est de 32,3 % au niveau départemental.
En 2018, la commune comptait 256 hommes pour 256 femmes, soit un taux de 50 % de femmes, légèrement inférieur au taux départemental (51,59 %).
Les pyramides des âges de la commune et du département s'établissent comme suit.
| Hommes | Classe d’âge | Femmes |
| ------ | ------------ | ------ |
| 0,4    | 90 ou +      | 0,8    |
| 10,9   | 75-89 ans    | 13,7   |
| 25,4   | 60-74 ans    | 22,7   |
| 22,7   | 45-59 ans    | 23,4   |
| 13,7   | 30-44 ans    | 12,1   |
| 13,3   | 15-29 ans    | 15,2   |
| 13,7   | 0-14 ans     | 12,1   |

| Hommes | Classe d’âge | Femmes |
| ------ | ------------ | ------ |
| 1      | 90 ou +      | 2,7    |
| 9,2    | 75-89 ans    | 12     |
| 20,6   | 60-74 ans    | 21,3   |
| 20,7   | 45-59 ans    | 20,3   |
| 16,8   | 30-44 ans    | 16     |
| 15,6   | 15-29 ans    | 13,4   |
| 16,1   | 0-14 ans     | 14,3   |

### Remarques
La population de la commune est en hausse depuis les années 1980 de par la proximité d'Aubeterre, et il y a de nombreux résidents britanniques.

## Économie

### Agriculture
La commune fait partie de l'aire d'origine contrôlée du Cognac « Bons Bois » et de l'AOC/AOP Noix du Périgord.

### Commerces
- Trois restaurants dont un hôtel.
- Supérette.

## Équipements, services et vie locale

### Enseignement
Saint-Romain possède une école élémentaire publique, Camille-Desvergnes. Elle est située près de la mairie et comprend deux classes.
Le secteur du collège est Chalais.

## Lieux et monuments

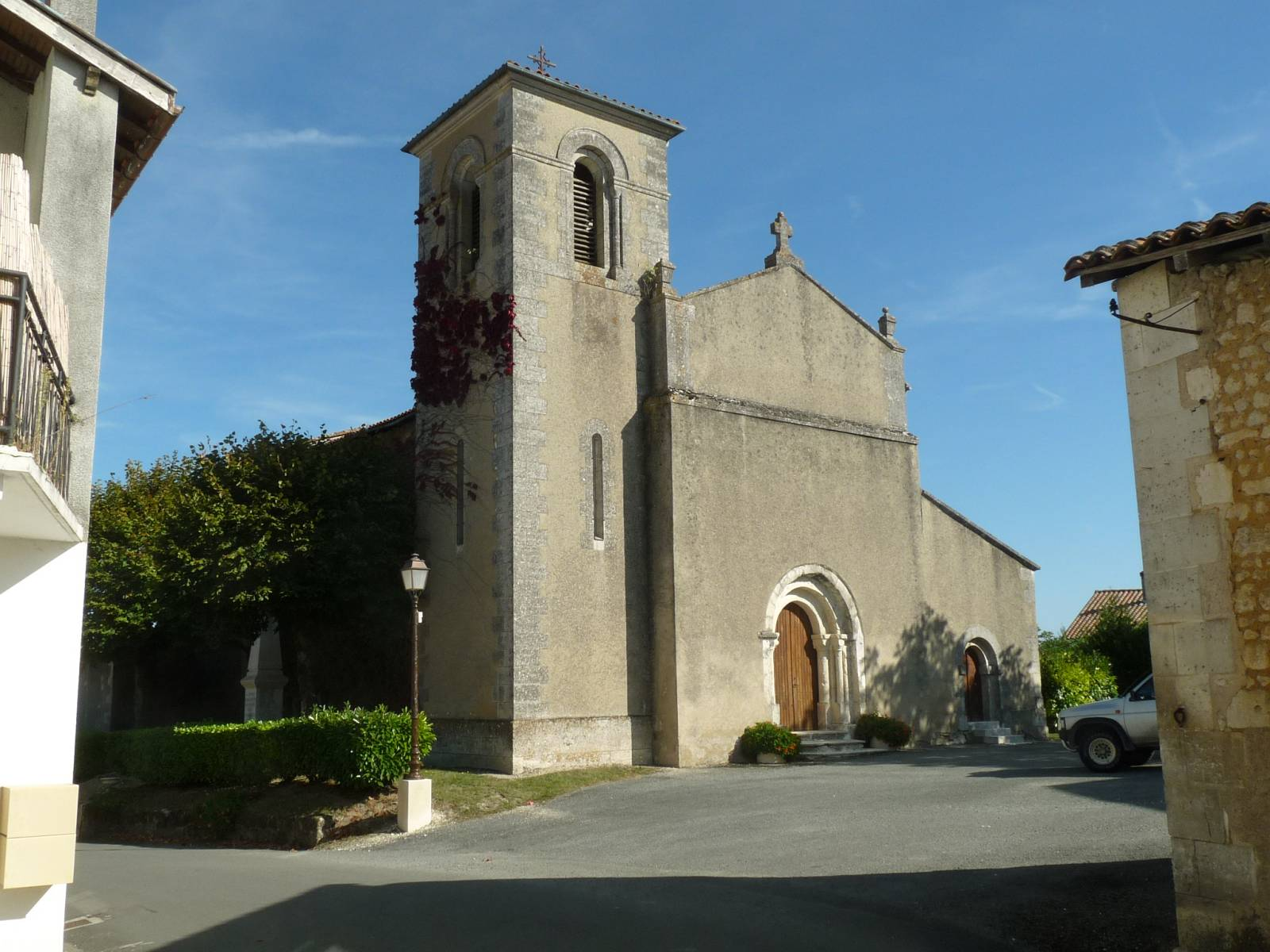
L'église paroissiale.

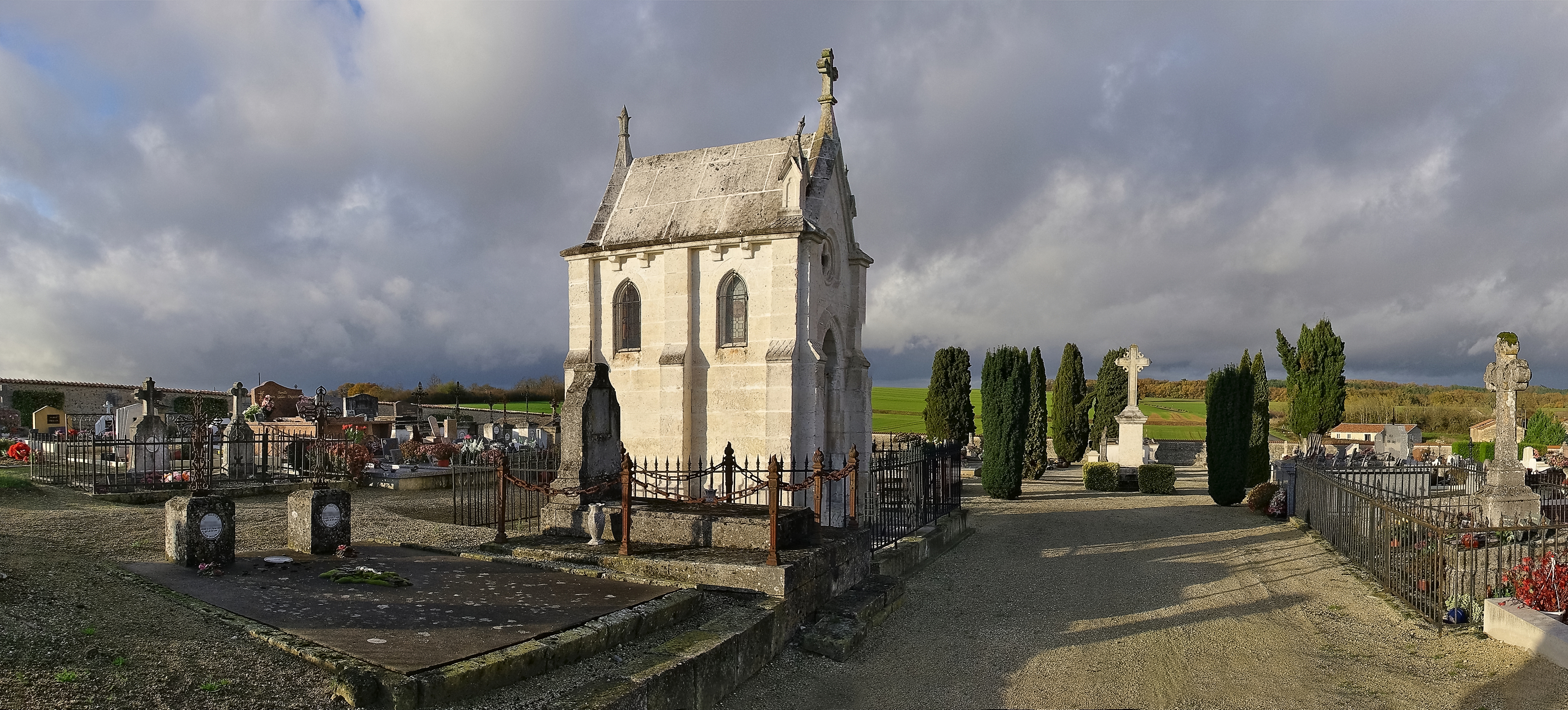
Le cimetière de Saint-Romain.

- L'église paroissiale Saint-Romain.
- Château de Puycheni, privé, au sud-ouest de la commune.

## Personnalités liées à la commune
- Pierre Véry, né à Bellon, écrivain et auteur des Disparus de Saint-Agil, venait passer régulièrement quelques semaines de ses vacances à Saint-Romain où son père habitait une partie de l'année, vers 1936.

## Héraldique
| Blason de Saint-Romain (Charente) | Blason  | Écartelé: au 1er d'argent à la fasce de gueules accompagnée de trois merlettes de sable, posées 2 et 1, au 2e de gueules à l'amphore d'argent, au 3e de gueules au rameau de trois feuilles de châtaignier d'argent, au 4e d'argent à la chouette de sable, membrée de gueules, becquée et allumée d'argent sur une branche de sable posée en bande. |
| Blason de Saint-Romain (Charente) | Détails | Adopté le 18 juin 2025. |